# Københavns Storkreds
Der Københavns Storkreds ist ein Mehrpersonenwahlkreis bei Folketingswahlen in Dänemark. Er besteht seit der Folketingswahl 2007, zählt zum Landesteil Hovedstaden und deckt in der Region Hovedstaden neben der Stadt Kopenhagen die Kommunen Frederiksberg, Tårnby und Dragør ab. Vor 2007 war die Kommune Kopenhagen in den Søndre Storkreds, Østre Storkreds und den Vestre Storkreds geteilt. Zudem wurden Teile des umliegenden Københavns Amts aufgenommen.

## Opstillingskredse
Der Københavns Storkreds umfasst zwölf Opstillingskredse (Aufstellungskreise). In Klammern angegeben ist die Zahl der Wahlberechtigten bei der Wahl 2022:
- 1 – Østerbro (56.488)
- 2 – Sundbyvester (53.656)
- 3 – Indre By (41.975)
- 4 – Sundbyøster (42.739)
- 5 – Nørrebro (54.529)
- 6 – Bispebjerg (35.831)
- 7 – Brønshøj (54.678)
- 8 – Valby (42.583)
- 9 – Vesterbro (51.763)
- 10 – Falkoner (37.944)
- 11 – Slots (37.032)
- 12 – Tårnby (40.530)

## Wahlergebnisse

### Stimmenanteile
Die Ergebnisse im Københavns Storkreds unterscheiden sich stark von den landesweiten Trends. Zwar gewannen die Socialdemokraterne bei jeder Wahl die meisten Stimmen, allerdings folgten die anderen linken Parteien teils dicht hinter ihr. Radikale Venstre, Socialistisk Folkeparti, Enhedslisten und Alternativet erreichen hier stets ihre deutlichen Spitzenergebnisse. Die liberalen und rechtspopulistischen Parteien des „blauen Blocks“ spielen im Københavns Storkreds hingegen eine untergeordnete Rolle. So liegen Venstre und Dansk Folkeparti weit hinter ihren sonstigen Ergebnissen und die Danmarksdemokraterne erreichten weniger als ein Viertel ihres Gesamtergebnisses im Jahr 2022. 
| Wahl | Wahl  | Wahl- berechtigte | Wahl- beteiligung | A    | B    | C    | D   | E   | F    | I 1 | K   | M   | O    | P   | Q   | V    | Æ   | Ø    | Å    | Sonst. |
| ---- | ----- | ----------------- | ----------------- | ---- | ---- | ---- | --- | --- | ---- | --- | --- | --- | ---- | --- | --- | ---- | --- | ---- | ---- | ------ |
| 2007 | [ 2 ] | 479.917           | 84,8              | 24,2 | 08,9 | 10,1 | —   | —   | 21,0 | 4,3 | 0,5 | —   | 10,6 | —   | —   | 13,7 | —   | 06,7 | —    | —      |
| 2011 | [ 3 ] | 498.350           | 86,4              | 18,9 | 16,7 | 05,5 | —   | —   | 12,4 | 5,8 | 0,3 | —   | 08,4 | —   | —   | 15,2 | —   | 16,6 | —    | 0,1    |
| 2015 | [ 4 ] | 518.373           | 84,6              | 22,3 | 09,4 | 03,1 | —   | —   | 06,5 | 8,8 | 0,4 | —   | 11,4 | —   | —   | 10,3 | —   | 16,4 | 11,2 | 0,0    |
| 2019 | [ 5 ] | 538.346           | 84,8              | 17,2 | 16,4 | 05,3 | 1,4 | 1,0 | 11,5 | 2,6 | 0,7 | —   | 04,2 | 1,3 | —   | 15,0 | —   | 16,8 | 06,5 | 0,1    |
| 2022 | [ 1 ] | 549.748           | 84,0              | 19,0 | 07,5 | 05,0 | 1,7 | —   | 11,5 | 8,4 | 0,2 | 9,4 | 01,6 | —   | 2,2 | 08,4 | 1,8 | 13,8 | 09,4 | 0,2    |

### Mandate
Die Zahl der Wahlkreismandate, die im Københavns Storkreds vergeben werden, stieg aufgrund des Bevölkerungszuwachses zuletzt auf 17. In Klammern angegeben ist zudem die Zahl der Ausgleichsmandate, die zusätzlich an Kandidaten aus dem Wahlkreis fielen.
| Wahl | Gesamt | A   | B   | C     | F     | I 1   | M   | O     | V     | Ø     | Å   |
| ---- | ------ | --- | --- | ----- | ----- | ----- | --- | ----- | ----- | ----- | --- |
| 2007 | 15 (2) | 4 — | 1 — | 1 (1) | 4 —   | 0 (1) | —   | 2 —   | 2 —   | 1 —   | —   |
| 2011 | 15 (4) | 3 — | 3 — | 0 (1) | 2 (1) | 1 —   | —   | 1 (1) | 2 (1) | 3 —   | —   |
| 2015 | 16 (1) | 4 — | 1 — | 0 —   | 1 —   | 1 (1) | —   | 2 —   | 2 —   | 3 —   | 2 — |
| 2019 | 16 (4) | 3 — | 3 — | 1 —   | 2 (1) | 0 (1) | —   | 0 (1) | 3 —   | 3 (1) | 1 — |
| 2022 | 17 (3) | 4 — | 1 — | 1 —   | 2 (1) | 1 (1) | 2 — | 0 —   | 1 (1) | 3 —   | 2 — |